# Riaño
Riaño é um município da Espanha na província de León, comunidade autónoma de Castela e Leão, de área 85,08 km² com população de 539 habitantes (2004) e densidade populacional de 5,45 hab/km².

## Demografia
| Variação demográfica do município entre 1991 e 2004 | Variação demográfica do município entre 1991 e 2004 | Variação demográfica do município entre 1991 e 2004 | Variação demográfica do município entre 1991 e 2004 |
| --------------------------------------------------- | --------------------------------------------------- | --------------------------------------------------- | --------------------------------------------------- |
| 1991                                                | 1996                                                | 2001                                                | 2004                                                |
| 556                                                 | 540                                                 | 560                                                 | 547                                                 |